# Harmony Hammond
Pour les articles homonymes, voir Hammond.
Harmony Hammond, née le 8 février 1944 à Hometown, dans l'Illinois (États-Unis), est une artiste, commissaire d'exposition, écrivaine et enseignante américaine. 

## Biographie

### Formation et début de carrière
Née à Hometown, en banlieue de Chicago, Hammond obtient un Bachelor of Arts en peinture de l'université du Minnesota en 1967. Elle déménage à New York en 1969, quelques mois seulement après les émeutes de Stonewall. À la fin des années 1960, elle est mariée pendant un court moment et tombe enceinte de sa fille. En 1973, elle se déclare publiquement lesbienne. 

### Carrière
Harmony Hammond fait partie des fondatrices de la A.I.R. Gallery en 1972, la première galerie d'art coopérative de femmes à New York. 
Elle fait également partie des membres de Heresies Collective, aux côtés de Joyce Kozloff, Miriam Schapiro, Joan Semmel, Lucy Lippard, Mary Beth Edelson, Nancy Spero. Le groupe crée la revue Heresies: A Feminist Publication of Art and Politics en 1976. Harmony Hammond co-édite les numéros 1, 3 et 9, et publie des articles dans sept numéros. 
Elle organise A Lesbian Show en 1978 au 112 Greene Street Workshop, spectacle mettant en vedette des œuvres d'artistes lesbiennes,. Elle est par ailleurs l’une des artistes phares du Great American Lesbian Art Show au sein du Woman's Building en 1980, à Los Angeles. 
En 1981, elle organise et expose son travail dans Home Work: The Domestic Environment As Reflected in the Work of Women Artists, parrainé par le New York State Council of the Arts (NYSCA) et le The Women’s Hall of Fame, Seneca Falls, NY. Elle est aussi commissaire d'une exposition en 1999 à Santa Fe intitulée Out West, qui réunit 41 artistes lesbiennes, gays, bisexuels, transgenres et bispirituels du Sud-Ouest des États-Unis. 
Harmony Hammond est l'autrice d'un premier livre intitulé Wrappings: Essays on Feminism, Art and the Martial Arts, un corpus de ses écrits de 1973 à 1983, publié par TSL Press en 1984. En 2000, elle publie Lesbian Art in America: A Contemporary History. 
En 1984, elle s'installe définitivement au Nouveau-Mexique. En tant que professeure, elle enseigne la peinture, les médias combinés et la critique aux cycles supérieurs de l'université de l'Arizona à Tucson de 1988 à 2005. Elle continue d'enseigner, organise des conférences et donne des conférences sur l'art féministe, lesbien et queer. 
Elle est présente dans deux films sur l'art féministe sortis en 2010 : The Heretic, réalisé par Joan Braderman et centré sur les fondatrices de la revue Heresies de 1976 ; et !Women Art Revolution, réalisé par Lynn Hershman Leeson.

## Œuvre
Dans son art, Harmony Hammond affirme que les qualités traditionnellement féminines sont des sujets et des moyens artistiques valables pour la création artistique. À cette fin, par exemple, elle a créé au début des années 1970 des sculptures représentant des bandes de tissu, un matériau traditionnellement féminin, en tant que matériau de base. Il en existe quatre séries Bags (1971), Presences (1972), Floorpieces (1973) et Wrapped Sculptures (1977-1984),. Les peintures d'Harmony Hammond montrent elles-mêmes comment elles ont été faites et sont presque toutes abstraites. 
En 1973, elle crée une série d'œuvres intitulée Floorpieces. Harmony Hammond produit ces tapis par le biais d'un style de tressage traditionnel avec du tissu coloré trouvé dans des bennes à ordures. Les pièces sont ensuite peintes aléatoirement avec un pigment acrylique et disposées au sol comme des tapis. La plupart de ces floorpieces mesurent approximativement 5 m sur 1,5 m de diamètre et presque 5 cm d'épaisseur. La taille et les détails ces œuvres d’art sont difficiles à obtenir à partir de reproductions et de photographies, l’artiste insistant sur l’importance d’un spectateur présent. 

## Reconnaissance
Harmony Hammond a eu plus de 30 expositions individuelles à l'international. Son travail a été montré au Tucson Museum of Art (en), au musée d'Art contemporain de Los Angeles de Los Angeles, au musée municipal de La Haye, à la Galerie d'art de Vancouver, à l'Académie américaine de design de New York et au Museo Tamayo de Mexico.
Ses œuvres font partie des collections permanentes du Metropolitan Museum of Art à New York, du Walker Art Center à Minneapolis, du Brooklyn Museum de New York, du National Museum of Women in the Arts à Washington, de l'Art Institute of Chicago, du New Mexico Museum of Art à Santa Fe, et du Wadsworth Atheneum dans le Connecticut. 
Elle a reçu des bourses du National Endowment for the Arts, de la Fondation Rockefeller, de la Fondation John-Simon-Guggenheim, de la Adolph and Esther Gottlieb Foundation et de la Pollock-Krasner Foundation, entre autres. En 2013, le Women's Caucus for Art annonce que l'artiste est l'une des nommés au Lifetime Achievement Award 2014.
Les archives d'Harmony Hammond ont été acquises par le Getty Research Institute de Los Angeles en 2016,.

## Sources et références
- (en) Cet article est partiellement ou en totalité issu de l’article de Wikipédia en anglais intitulé « Harmony Hammond » (voir la liste des auteurs).